# نئو: دنیا با تو به پایان می‌رسد
نئو: دنیا با تو به پایان می‌رسد (انگلیسی: Neo: The World Ends with You) یک بازی نقش‌آفرینی اکشن است که توسط اسکوئر انیکس و اچ.ای.ان.دی ساخته و توسط اسکوئر انیکس منتشر شده‌است.